# Subregn
Subregnul (în latină: subregnum) reprezintă a treia treaptă a clasificării organismelor, după regn.